# Museo Armenio de Francia
El Museo Armenio de Francia está ubicado en el XVI distrito de París, Francia, en el número 59 de la avenida Foch. Está dedicado a la historia, la cultura, el arte y la arqueología armenia. En su colección hay cerca de 1.200 obras, algunas de las cuales fueron expuestas en el Museo del Louvre.

## Historia
El museo fue creado en 1949 por Nourhan Fringhian para preservar la memoria y la riqueza cultural del pueblo armenio, la creación fue oficializada el 24 de abril de 1953, por decreto ministerial, en un edificio propiedad del Estado que ya albergaba el museo Ennery. El 9 de octubre fue inaugurado en presencia del entonces presidente de la República Francesa, Vincent Auriol, el ministro de asuntos exteriores, Georges Bidault, y el ministro del interior, Léon Martinaud-Déplat.
En 1978, las colecciones del museo fueron reconocidas como de utilidad pública y se hicieron inalienables en beneficio del Estado.[cita requerida]
En la década de 1980, estuvo dirigido por Bared Pamboukdjian, amante y coleccionista de arte, nacido en Estambul.[cita requerida]
Desde 1995, el museo se vio forzado a suspender sus visitas al público debido a que su edificio no cumplía con la normativa vigente. A pesar de no estar abierto, el museo sigue existiendo gracias a la investigación científica, las publicaciones y las exposiciones fuera de sus muros.
En 2007, durante el Año de Armenia en Francia, tras la intervención del Presidente Jacques Chirac, el Museo Armenio de Francia fue autorizado excepcionalmente a abrir al público para una exposición temporal.
En el 2012, el Ministerio de Cultura retiró el acceso a los espacios expositivos del Museo Armenio de Francia, situados en la planta baja del Museo Ennery.
En 2023 está previsto trasladar las colecciones del museo armenio al Louvre, para integrar el futuro departamento dedicado a los cristianos orientales.[cita requerida]

## Descripción
Reúne colecciones de arqueología del Reino de Urartu, arte sacro (manuscritos, encuadernaciones de evangelios, custodias, amuletos, collares episcopales, etc.) y profano (objetos domésticos), así como colecciones de pintura de Iván Aivazovsky, Edgar Shahin y Jansem), escultura y unas 500 monedas
Aunque está cerrado, la colección reúne varias obras que fueron prestadas al Museo del Louvre y al Museo Marítimo Nacional durante el año de Armenia en Francia, en 2007.